# Kazimierz Ajdukiewicz
Pour les articles homonymes, voir Ajdukiewicz.
Kazimierz Ajdukiewicz, né le 12 décembre 1890 à Tarnopol, en Galicie (à cette époque partie de l’Empire austro-hongrois), mort le 12 avril 1963 à Varsovie, est un philosophe et logicien polonais.

## Éléments biographiques
Ajdukiewicz fait partie de la deuxième génération de l’école de Lvov-Varsovie, ses professeurs (Kazimierz Twardowski, Jan Łukasiewicz) en étant la première.
Après des études à l’université de Lviv (en philosophie, mathématiques et physique), il obtient le titre de docteur en 1912 avec un mémoire sur la philosophie de l’espace de Kant. Il va ensuite à Göttingen, où il étudie les fondements des mathématiques avec David Hilbert et la philosophie avec Edmund Husserl. Engagé dans les combats de la Première Guerre mondiale, il retourne à la vie universitaire en 1920 et publie en 1921 un essai sur la méthodologie des sciences déductives
Pendant l’entre-deux-guerres, il enseigne aux universités de Lviv et de Varsovie. Il passe la guerre à Lviv (il participe à l’enseignement clandestin) et obtient après la Seconde Guerre mondiale la chaire de logique à l’université de Poznań (il en est le recteur de 1948 à 1952). En 1955, Ajdukiewicz retourne à Varsovie. Il prend sa retraite en 1961.

## Travail philosophique
Ajdukiewicz est un des philosophes les plus influents de l’école de Lvov-Varsovie.
Sa vie philosophique commence par une période de conventionnalisme radical (avec de claires influences des Français Édouard Le Roy et Henri Poincaré — bien qu’il se soit clairement distingué du second) : le rôle principal y est joué par l'apparat conceptuel propre à un système de connaissances et impossible à traduire vers un autre langage ; le progrès scientifique s’y opère à travers les remplacements d’un apparat par un autre. À cette même époque, dans les années 1930, Ajdukiewicz élabore une théorie de « connexion syntaxique », une formalisation de la théorie des catégories sémantiques de Stanislaw Lesniewski, elle-même inspirée du concept de catégorie de signification que Husserl définit dans sa IVe Recherche Logique.
À partir de 1937, Ajdukiewicz abandonne le conventionnalisme et se tourne vers l’empirisme extrême. Toutefois son travail philosophique reste imprégné par la réflexion sur la signification, et, auxiliairement, par le problème des universaux.
« L’importance, pour la méthodologie et pour la théorie de la connaissance, de la notion […] de signification des expressions vient, entre autres, du fait que les thèses des sciences ne sont rien d’autre que des significations de certaines propositions, assignées à ces propositions dans un langage déterminé, et la connaissance (contrairement aux actes cognitifs), du moins dans sa forme la plus mûre, c’est justement cette signification de certaines propositions et, éventuellement, d’autres expressions. »
— « Sprache und Sinn », Erkenntnis 4 (1934), 100-138

## Travaux (listes partielles)
- (de) « Die syntaktische Konnexität », Studia Logica[3] 1, Ksiegarnia Ziem Zachodnich, 1934, 27 p.[4]
  - (en) Syntactic connexion, trad. H. Weber, dans Storrs Mccall, Polish Logic 1920-1939. Papers by Ajdukiewicz, Chwistek, Jaśkowski, Jordan, Leśniewski, Lukasiewicz, Słupecki, Sobociński, and Wajsberg, Oxford, Clarendon Press, 1967, p. 207-231.
  - (fr) "La connexion syntaxique", trad. Katarzyna Gan-Krzywoszyńska, in : Philosophia scientiae, vol. 11/2 (2007), p. 97-120[5].

### Travaux traduits en anglais
- Problems and theories of philosophy (1949), Londres, Cambridge Univ. Press, 1973.
- Pragmatic logic (1965), Dordrecht-Boston, Reidel, 1974.
- The scientific world-perspective and other essays (1931-1963), collection d'essais réunie par Jerzy Giedymin, Dordrecht, Reidel, 1978[6].

### En ligne
- On trouvera 23 publications[7] d'Ajdukiewicz sur le site HIstoria Nauka Technika.

## Compléments